# 南昶熙
南昶熙（：／，1982年7月27日—），韩国的广播、电影演员。仁川的東山高等學校（동산고등학교）毕业。2000年在SBS节目《我们快乐的星期六》《仁川东山高中篇》出道。

## 影視作品

### 電影
- 《남자 태어나다》(2002)
- 《色即是空》(2002)
- 《Tube（튜브）》(2003年)
- 《Dying Or Live》（주글래 살래））(2003)

### 電視劇
- 2001年 KBS2 《漂亮的朋友们2》（멋진 친구들 2）
- 2002年 SBS《野人时代》
- 2005年 SBS 《건빵선생과 별사탕/드라마》
- MBC Drama 《MT왕》
- 2013年 SBS《來自星星的你》飾演 赫
- 2013年 tvN《一起吃飯吧》 (客串第12集)
- 2015年 SBS《看見味道的少女》飾演 趙仁裴
- 2017年 tvN《河伯的新娘 2017》 (客串第2集)
- 2018年 tvN《陽光先生》 (客串西服店裁縫)
- 2018年 MBN《心動警報》飾演 南記者

### MV
- BADKIZ - 바밤바
- Unnies - Shut Up

## 綜藝節目
- JTBC 《鄉下西式快餐》EP-11 (2022年1月13日)
- SBS 《我家的熊孩子》 EP-180 (2020年3月7日)
- tvN 《星期五星期五晚上》 EP-04 (2020-02-07)
- tvN 《人生酒館》（인생술집）(2018)
- Netflix 《Busted！明星來解謎》（범인은 바로 너）(2018)
- SBS 《白鐘元的胡同餐館》（백종원의 골목식당） (2018)
- SBS 《我家的熊孩子》 EP-61~62、66 (2017-11-05~12、12-10)
- KBS 《姐姐們的Slam Dunk》（언니들의 슬램덩크） (2016)
- MBC 《巴西世界杯專題偶像室内足球世界杯》 (2014)
- KBS2 《Happy Together 3》 (2014)
- Tooniverse 《難堪school赛季2》（난감스쿨 시즌 2） (2014)
- SBS 《明星VS國民挑戰者，甜蜜休假》（스타 VS 국민도전자, 페이스오프）(2014)
- Mnet 《2014 Mnet 排名秀》 (2014)
- tvN 《百萬富翁開始遊戲》（백만장자 게임 마이턴） (2013)
- JTBC 隐藏歌手赛季（2히든싱어 시즌 2）
- MBC Every 1 《今天開始，爸爸媽媽》（오늘부터 엄마아빠） (2013)
- Ongamenet 《켠김에 왕까지》 (2013)
- TvN 《喜劇大聯盟 赛季4》（코미디 빅리그 시즌 4） (2013)
- 频道A 《Welcome to money world》(웰컴 투 돈월드) (2013)
- KBS2 《出發夢梦之隊 (第二季)》(2012)
- TvN 《喜劇大聯盟 赛季3》 (2012)

## 其他作品

### 專輯
- 2013年 《Guest House Project No. 1312》（게스트하우스 프로젝트 1312호） (与曹世镐)

## 外部連結
- 南昶熙的Instagram帳戶